# Magyarpéterlaka
Magyarpéterlaka (románul: Petrilaca de Mureș) falu Romániában, Maros megyében. Közigazgatásilag Gernyeszeg községhez tartozik.

## Fekvése
Marosvásárhelytől 20 km-re északkeletre, a Maros és a Nyárád közti dombvidéken, a Péterlaki-patak partján fekszik.

## Története
Nevét 1332-ben említették először Peturlaka írásmóddal. Lakossága a reformációig római katolikus volt, utána felvették a református vallást.
Első temploma a középkorban, a 14. század táján épült, ezt később lebontották és a 18. században új templomot építettek helyette.
A trianoni békeszerződésig Maros-Torda vármegye Régeni alsó járásához tartozott. A második bécsi döntést követően visszakerült Magyarországhoz, de a második világháborút követően újra Románia része lett.

## Lakossága
1910-ben 816 fő lakta a települést, ebből 797 magyar, 15 román, 2 német, 2 cigány.
2002-ben lakossága 505 fő volt, melyből 453 magyar, 49 cigány és 3 román volt.
- Itt született 1937-ben Csiszár Aladár híres erdélyi prímás.